# パンドーロ

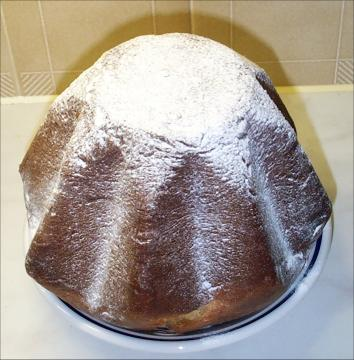
パンドーロ

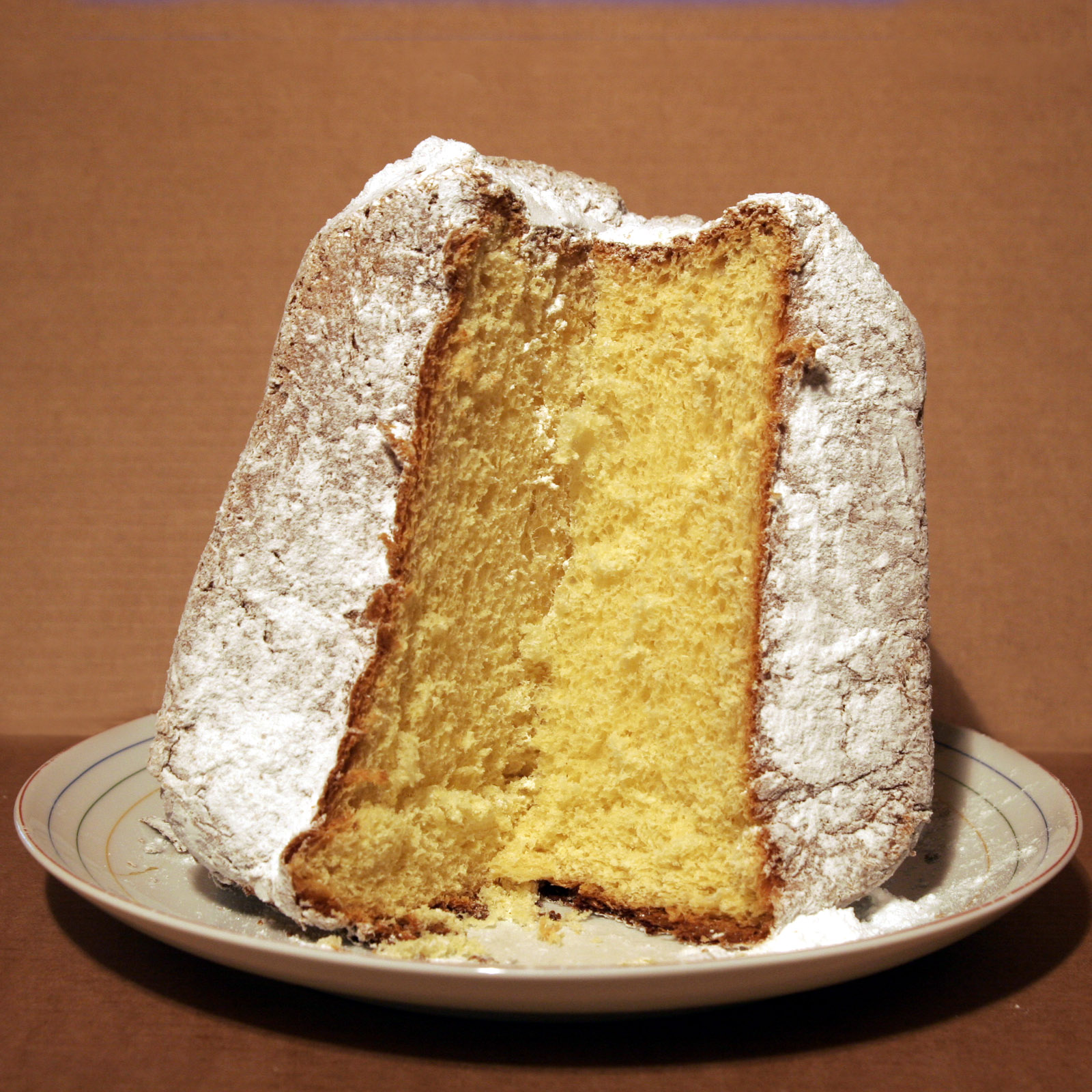
パンドーロ

パンドーロ (伊: Pandoro) は、イタリアのヴェローナの銘菓である。パネットーネと共にクリスマス特有の菓子の一つで、しばしばバニラの香りがついた粉砂糖をまぶして食べられる。

## 概要
生地は軟らかく、玉子由来の黄金色で、バニラの香りである。形状は先端のない円錐形で星型にえぐれていて、通常は8つの頂点がある。材料は、小麦粉、砂糖、卵、バター、カカオバター、酵母である。作製技術は特に複雑で、多数の作業工程を経て作られる。
ちなみにドライフルーツが入るものはパネットーネ（伊：Panettone）と呼ばれるが、こちらはミラノの銘菓である。

## 歴史
一説によると、パンドーロの歴史は古代ローマに起源があると言われている。当時は卵、バター、オリーブ・オイルと、様々な小麦を混ぜ合わせた最高級の小麦粉が材料として用いられていた。現代に繋がるパンドーロのレシピは、13世紀にヴェネツィア貴族の宮廷で出されていた”pane de oro”（黄金のパンの意）に由来している。中世の時代、甘いパンというのは特別に貴族達へと納められるものであった。卵、バター、砂糖にハチミツがたっぷり使われたこのパンは王宮で重宝され、王のパン、または黄金のパンとして認知されていた。
また、元々の製法はオーストリアで研究され、そこで「ウイーンのパン」と呼ばれていた（おそらくその時はフランスの「ブリオシュ」とされていた物）ものに由来するという説も存在する。さらに、ヴェローナ伝統のクリスマス菓子であるナダリン（伊：Nadalin）にルーツがあるとする説もある。ナダリンは今日のパンドーロと比べるとバターは少ないが、パンドーロと同じく星に似た形をしているため、これを支持する声も多い。
17世紀では、 マリア・チェレステ（英語: Maria Celeste）が自身の父であるガリレオ・ガリレイに当てた手紙の中に、小麦粉、砂糖、バターそして卵で作られた"王のパン"についての記述がある。
18世紀に入ると、パンドーロに関して言及した書物が多く記されるようになり、1894年10月14日、ドメニコ・メレガッティ（イタリア語: Domenico Melegatti）はヴェローナにおいてパンドーロを生産する工程の特許を取得した。
現在、パンドーロを主要な製品として販売している会社の代表格としてメレガッティ株式会社（Melegatti S.p.A）が存在する。メレガッティ株式会社は、前述のドメニコ・メレガッティによって1894年に設立され、創業当初からパンドーロを取り扱っている。また、パンドーロ以外にも、コロンバやクロワッサンなど、多種多様な焼き菓子を販売しており、製菓会社としては世界的な規模を誇っている。

## 名称
名称の由来については諸説存在するが、名称の起源に関する明確な証拠は残っていない。よって、由来についてのいずれの説も物語の域を出ることはないが、一般に語られているものとして、大きく分けると3つの説が存在する。
1つ目は、ヴェネツィア共和国の習慣に関連している。かつてヴェネツィア共和国には、富の証としてお菓子の表面を金箔で覆うという習慣が存在しており、そこからイタリア語で”pan d’oro”（「黄金のパン」の意）という名前がついたというものである。
2つ目は、ヴェローナの老人たちが子供に語り聞かせていたおとぎ話の中で登場する、天使が食べる金のパンと関係があるというもの。
3つ目は、一介の使用人の命名に由来するという説で、ある若き使用人が、この卵をふんだんに使用した黄色いお菓子を見て、「金のパンだ！(pan de oro!)」と思わず叫んだことに起源があるという説。
これら全てに共通しているのは、パンドーロという名称がその色に由来しているということだ。